# Vladislav Vasilyuchek
Vladislav Vasilyuchek (tiếng Belarus: Уладзіслаў Васілючак; tiếng Nga: Владислав Василючек; sinh 28 tháng 3 năm 1994) là một cầu thủ bóng đá Belarus hiện tại thi đấu cho Gorodeya mượn từ Neman Grodno.